# Aha! (All We Want)
「Aha! (All We Want)」（アハ オール ウィー ウォント）は、日本の音楽グループLOVE PSYCHEDELICOの11枚目のシングルである。2006年6月28日発売。発売元はビクターエンタテインメント。

## 概要
- 通常盤と初回限定盤の二種リリース。初回限定盤にはPC用ピンボールゲームソフトのCD-ROM付き。
- PV監督は「Aha! (All We Want)」は島田大介。「HELP!」はムラカミタツヤ。

## 収録曲
| 全編曲: LOVE PSYCHEDELICO（特記以外）。 |                                       |                        |                          |      |
| #                                       | タイトル                              | 作詞・作曲             | 編曲                     | 時間 |
| 1.                                      | 「Aha! (All We Want)」                |                        |                          | 5:50 |
| 2.                                      | 「Together」                          |                        |                          | 4:49 |
| 3.                                      | 「HELP!」(ビートルズの楽曲のカヴァー) | レノン＝マッカートニー | LOVE PSYCHEDELICO、HOLLY | 3:06 |

## タイアップ
- Aha! (All We Want)：NTT DoCoMo「FOMA P902iS」「リズム・シンクロ」篇CMソング
- HELP!：NHK『英語でしゃべらナイト』オープニングテーマ。